# Vater hoch vier

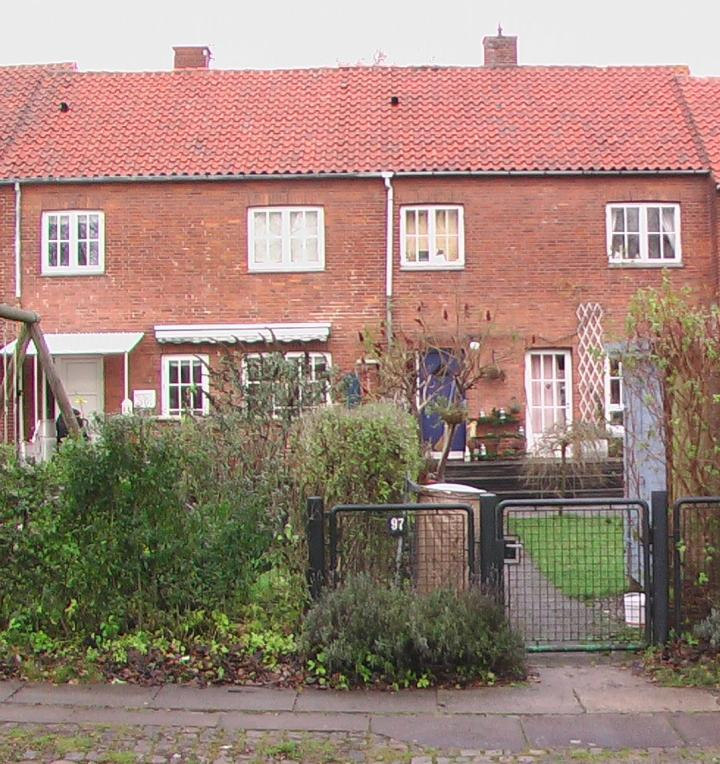
In diesem Haus wurden einige Filme der Reihe gedreht

Vater hoch vier ist ein immer wieder aufgegriffenes Motiv in der dänischen Familienunterhaltung – ursprünglich ein Comic, dann eine Filmreihe, eine Reihe von Büchern und zuletzt eine Theateraufführung.
Alle Varianten von Vater hoch vier handeln von einer Familie, die aus einem Vater und vier Kindern besteht: der großen Schwester Søs, den Zwillingen Ole und Mie und dem kleineren Bruder Lille Per. Lille Per bedeutet auf Deutsch kleiner Per.

## Geschichte
Der Comic wurde 1948 von dem dänischen Karikaturisten Kaj Engholm erstellt und bis zu seinem Tod 1988 fortgesetzt. Der Comic wurde bis 1955 von der dänischen Zeitung Politiken veröffentlicht, danach begann Berlingske Tidende, den Comic zu veröffentlichen. Die Serie erschien auch in einer Reihe von Broschüren. Der Text wurde hauptsächlich von Olav Hast geschrieben. Wie bei Zeitungsstreifen und Familiencomics üblich, werden die Kinder des Vaters hoch vier nicht mit der Zeit älter, so dass es keine wirkliche Charakterentwicklung gibt. Auf der anderen Seite wurde der Vater des Cartoons, der ursprünglich eine Glatze hatte, vom Vater des Films beeinflusst, weil Ib Schønberg sich weigerte, für die Rolle enthaart zu werden.
Die ursprüngliche Filmreihe begann 1953 und endete 1961. In der Originalserie wurden insgesamt acht Filme in und um die ASA-Filmstudios in Lyngby gedreht. Alle Filme wurden von Alice O’Fredericks gedreht und von Henning Karmark produziert.
Zehn Jahre später versuchte sich Panorama Film, mit Ib Mossin als Filmemacher, die Filmreihe wiederzubeleben. Mit dem Schauspieler Helge Kjærulff-Schmidt in der Hauptrolle als Vater und Buster Larsen als Onkel Anders hatte der Film einen guten Start, da die Schauspieler renommierte Schauspieler aus Dänemark waren – Buster Larsen, der an der klassischen dänischen Die-Leute-von-Korsbaek-Serie teilgenommen hatte. Mit dieser Crew wurde nur ein Film produziert, und dieser wird von der Mehrheit der Anhänger der Serie nicht als Teil des Kanons des Vaters hoch vier angesehen.
In Zusammenarbeit mit Scanbox produzierte ASA-Film ab Oktober 2012 sieben Filme, die ersten sechs mit Niels Olsen als Vater, Jess Ingerslev als Onkel Anders und Kasper Kesje als Lille Per. Die neuen Filme waren bisher mit 300.000–500.000 verkauften Kinokarten pro Film ein großer Erfolg.
Der siebte Film der Serie, Vater hoch vier – Onkel Sofus kehrt zurück, wurde am 6. Februar 2014 uraufgeführt. Dieser Film hat im Vergleich zu den vorherigen Filmen der Serie eine neue Besetzung: Jesper Asholt (Vater), Kurt Ravn (Onkel Anders), Bodil Jørgensen (Frau Sejersen), Sigurd Philip Dalgas (Lille Per), Emilie Werner Semmelroth (Schwester), Karoline Hamm (Mie) und Rasmus Bardram Johnbeck (Ole). Regie führte Giacomo Campeotto.
Der achte Film der Serie trug den Titel Der wilde Urlaub von Vater hoch vier (auf Dänisch: Far til fires vilde ferie) und wurde 2015 uraufgeführt. Der Film hatte die gleiche Besetzung und Regie wie der vorherige. Aber in der Rolle von Frau Sejersen ist Kirsten Lehfeldt in diesem Film zu sehen, nachdem Bodil Jørgensen während der Dreharbeiten einen Unfall hatte.
Der neunte Film, Vater hoch vier – an der Spitze, wurde am 9. Februar 2017 uraufgeführt. Die Besetzung war diesmal neu mit Martin Brygmann (Vater), Thomas Bo Larsen (Onkel Anders), Elton Rokahaim Møller (Lille Per) und Coco Hjartemaal (Søs), Laura Lavigne Bie-Olsen (Mie), Mingus Hellemann Hassing (Ole). Regie führte Martin Miehe-Renard.

## Die Filmreihe

### Erste Generation
Acht Filme wurden in der Serie zwischen 1953 und 1961 gedreht:
- Vater und seine Vier – 1953
- Far til fire i sneen – 1954
- Far til fire på landet – 1955
- Far til fire i byen – 1956
- Far til fire og onkel Sofus – 1957
- Far til fire og ulveungerne – 1958
- Far til fire på Bornholm – 1959
- Far til fire med fuld musik – 1961

### Zweite Generation
Ein Film wurde 1971 gedreht:
- Vater hoch vier in Hochstimmung. Panorama Film versuchte, den Vater hoch vier mit einem neunten Film unter der Regie von Ib Mossin wiederzubeleben. Der Film, der dieselbe Charaktergalerie hatte, aber neue Schauspieler wie die ersten 8 Filme, war nicht gut genug, um eine neue Serie von Vater-hoch-vier-Filmen zu starten.

### Dritte Generation
In der Serie wurden im Zeitraum 2005–2012 sechs Filme unter der Regie von Claus Bjerre gedreht:
- Vater hoch vier. Der Film wurde im Oktober 2005 uraufgeführt.
- Vater hoch vier – Mit Stil. Der Film wurde am 25. Dezember 2006 uraufgeführt.
- Vater hoch vier – Jetzt erst recht!. Der Film wurde in den Herbstferien 2008 uraufgeführt.
- Vater hoch vier – Japanisch für Anfänger. Der Film wurde in den Winterferien 2010 uraufgeführt.
- Vater hoch vier – Zurück zur Natur. Der Film wurde in den Herbstferien 2011 uraufgeführt.
- Vater hoch vier – Auf hoher See. Der Film wurde in den Herbstferien 2012 uraufgeführt.

### Vierte Generation
Zwei Filme wurden in der Serie im Zeitraum 2014–2015 unter der Regie von Giacomo Campeotto gedreht:
- Vater hoch vier – Onkel Sofus kehrt zurück. Der Film wurde von Giacomo Campeotto inszeniert und in den Winterferien 2014 uraufgeführt.
- Der wilde Urlaub von Vater hoch vier. Der letzte Film der 4. Generation wurde von Giacomo Campeotto inszeniert und 2015 uraufgeführt.

### Fünfte Generation
- Vater hoch vier an der Spitze. Der Film wurde 2017 uraufgeführt.
- Vater hoch vier in der Sonne. Der Film wurde 2018 uraufgeführt.
- Vater hoch vier und die Wikinger. Der Film wurde in den Herbstferien 2020 uraufgeführt.

## Besetzung
| Film/Rolle                                 | Far                    | Søs                      | Ole                    | Mie                        | Lille Per             | Onkel Anders     | Fru Sejersen     | Peter           | Regie               |
| ------------------------------------------ | ---------------------- | ------------------------ | ---------------------- | -------------------------- | --------------------- | ---------------- | ---------------- | --------------- | ------------------- |
| Vater und seine Vier                       | Ib Schønberg           | Birgitte Price           | Otto Møller Jensen     | Rudi Hansen                | Ole Neumann           | Peter Malberg    | Agnes Rehni      | Ib Mossin       | Alice O’Fredericks  |
| Vater hoch vier im Schnee                  | Ib Schønberg           | Birgitte Price           | Otto Møller Jensen     | Rudi Hansen                | Ole Neumann           | Peter Malberg    | Agnes Rehni      | Ib Mossin       | Alice O’Fredericks  |
| Vater hoch vier auf dem Land               | Karl Stegger           | Birgitte Price           | Otto Møller Jensen     | Rudi Hansen                | Ole Neumann           | Peter Malberg    | -                | Ib Mossin       | Alice O’Fredericks  |
| Vater hoch vier im Stadt                   | Karl Stegger           | Birgitte Price           | Otto Møller Jensen     | Rudi Hansen                | Ole Neumann           | Peter Malberg    | Agnes Rehni      | Ib Mossin       | Alice O’Fredericks  |
| Vater hoch vier und Onkel Sofus            | Karl Stegger           | Birgitte Price           | Otto Møller Jensen     | Rudi Hansen                | Ole Neumann           | Peter Malberg    | Agnes Rehni      | Ib Mossin       | Alice O’Fredericks  |
| Vater hoch vier und die Pfadfinderwölfling | Karl Stegger           | Birgitte Price           | Otto Møller Jensen     | Rudi Hansen                | Ole Neumann           | Peter Malberg    | Agnes Rehni      | Ib Mossin       | Alice O’Fredericks  |
| Vater hoch vier auf Bornholm               | Karl Stegger           | Else Hvidhøj             | Otto Møller Jensen     | Rudi Hansen                | Ole Neumann           | Peter Malberg    | Agnes Rehni      | Ib Mossin       | Alice O’Fredericks  |
| Vater hoch vier mit voller Musik           | Karl Stegger           | Hanne Borchsenius        | Otto Møller Jensen     | Rudi Hansen                | Ole Neumann           | Peter Malberg    | Agnes Rehni      | Ib Mossin       | Alice O’Fredericks  |
| Vater hoch vier im Hochstimmung            | Helge Kjærulff-Schmidt | Bente Messmann           | Lars Kümler            | Mette Thielke              | Bo Andersen           | Buster Larsen    | Vera Gebuhr      | -               | Ib Mossin           |
| Vater hoch vier – gibt niemals auf         | Niels Olsen            | Carla Mickelborg         | Jakob Wilhjelm Poulsen | Kathrine Bremerskov Kaysen | Kasper Kesje          | Jess Ingerslev   | -                | Søren Bregendal | Claus Bjerre        |
| Vater hoch vier – mit Stil                 | Niels Olsen            | Carla Mickelborg         | Jakob Wilhjelm Poulsen | Kathrine Bremerskov Kaysen | Kasper Kesje          | Jess Ingerslev   | Anette Støvelbæk | Søren Bregendal | Claus Bjerre        |
| Vater hoch vier – auf heimischem Boden     | Niels Olsen            | Carla Mickelborg         | Jakob Wilhjelm Poulsen | Kathrine Bremerskov Kaysen | Kasper Kesje          | Jess Ingerslev   | -                | Søren Bregendal | Claus Bjerre        |
| Vater hoch vier – zurück zur Natur         | Niels Olsen            | Carla Mickelborg         | Jakob Wilhjelm Poulsen | Kathrine Bremerskov Kaysen | Kasper Kesje          | Jess Ingerslev   | -                | Søren Bregendal | Claus Bjerre        |
| Vater hoch vier – auf hoher See            | Niels Olsen            | Carla Mickelborg         | Jakob Wilhjelm Poulsen | Kathrine Bremerskov Kaysen | Kasper Kesje          | Jess Ingerslev   | -                | Søren Bregendal | Claus Bjerre        |
| Vater hoch vier – Onkel Sofus kehrt zurück | Jesper Asholt          | Emilie Werner Semmelroth | Rasmus Bardram         | Karoline Hamm              | Sigurd Phillip Dalgas | Kurt Ravn        | Bodil Jørgensen  | Allan Hyde      | Giacomo Campeotto   |
| Der wilde Urlaub von Vater hoch vier       | Jesper Asholt          | Emilie Werner Semmelroth | Rasmus Bardram         | Karoline Hamm              | Sigurd Phillip Dalgas | Kurt Ravn        | Kirsten Lehfeldt | Allan Hyde      | Giacomo Campeotto   |
| Vater hoch vier an der Spitze              | Martin Brygmann        | Coco Hjardemaal          | Mingus Hassing         | Laura Lavigne Bie-Olsen    | Elton Møller          | Thomas Bo Larsen | -                | Lukas Toya      | Martin Miehe-Renard |
| Vater hoch vier in der Sonne               | Martin Brygmann        | Coco Hjardemaal          | Mingus Hassing         | Laura Lavigne Bie-Olsen    | Elton Møller          | Thomas Bo Larsen | -                | Lukas Toya      | Martin Miehe-Renard |
| Far til fire og vikingerne                 | Martin Brygmann        | Coco Hjardemaal          | Arthur Hjelmsø         | Laura Lavigne Bie-Olsen    | Elton Møller          | Thomas Bo Larsen | -                | -               | Martin Miehe-Renard |

## Lieder
Eine Reihe von Liedern wurde für die erste Generation von Filmen gemacht, von denen einige sehr populär wurden und einige immer noch bekannt sind:
- Det er sommer, det er sol og det er søndag (Musik: Sven Gyldmark, Text: Erik Leth)
- Bornholm, Bornholm, Bornholm (Musik: Sven Gyldmark, Text: Erik Leth)
- Den første forårsdag (Musik: Sven Gyldmark, Text: Victor Skaarup & Erik Leth, Sänger: Jørgen Reenberg og Birgitte Price)
- Til julebal i Nisseland (Musik: Sven Gyldmark Text: Victor Skaarup)
- Hej for dig, og Hej for mig (Musik: Sven Gyldmark, Text: Victor Skaarup)

## Bücher
In der Zeit von 1955 bis 1971 veröffentlichte der Verlag Martin 19 Romane mit Far til Fire, die alle von Kaj Engholm mit Text von Gitte Palsby illustriert wurden, außer Nr. 1 mit Text von Olav Hast.
1. Für die Fahrprüfung mit dem Vater hoch vier (1955)
2. In den Sommerferien mit Vater hoch vier (1956)
3. Unter Geistern mit Vater hoch vier (1956)
4. Auf dem falschen Weg mit Vater hoch vier (1956)
5. In der Schule mit dem Vater hoch vier (1956)
6. In den Winterferien mit Vater hoch vier (1956)
7. Wir ziehen mit dem Vater hoch vier um (1957)
8. Wir reisen mit dem Vater hoch vier (1957)
9. Durch Feuer und Wasser mit dem Vater hoch vier (1958)
10. Mit Vater hoch vier weiß oder doppelt (1958)
11. Mit dem Vater hoch vier schwimmen (1959)
12. Zum internationalen Match mit Vater hoch vier (1959)
13. In einem Ferienhaus mit Vater hoch vier (1960)
14. Im Zirkus mit Vater hoch vier (1960)
15. Schulspaß mit Vater hoch vier (1961)
16. Für ein 6-tägiges Rennen mit dem Vater hoch vier (1961)
17. Zum Film mit Vater hoch  vier (1962)
18. Auf einem Abenteuer mit dem Vater hoch vier (1962)
19. Vater hoch vier in Hochstimmung (1971) – nach Ib Mossins Drehbuch für den Film

## Theater
Das Theater Bag Kroen in Charlottenlund spielt seit 1997 die Aufführung Vater hoch vier feiert Weihnachten.